# 野村胡堂文学賞
野村胡堂文学賞（のむらこどうぶんがくしょう）は、日本の文学賞。

## 概要
昭和を代表する作家である野村胡堂を顕彰する目的で、日本作家クラブが主催する。選考対象は前年度に商業出版された時代小説と歴史小説。ただし、実行年度より2年以内に出版され、会員の推薦を受けた作品を含む。
受賞者には賞金30万円が贈られる。『銭形平次捕物控』の作者として知られる野村胡堂は、日本作家クラブの初代会長であった。野村家当主で、野村胡堂・あらえびす記念館の館長である野村晴一が選考に協賛している。

## 選考委員
- 奥本大三郎が最終の選考委員長。最終候補を決める実行委員長は塚本靑史。

## 受賞作一覧
| 回（年月）           | 賞     | 受賞作                   | 著者       | 初刊                         |
| -------------------- | ------ | ------------------------ | ---------- | ---------------------------- |
| 第1回（2013年10月）  | 文学賞 | 翔べよ源内               | 小中陽太郎 | 2012年6月 平原社             |
| 第2回（2014年8月）   | 文学賞 | サテライト三国志         | 塚本靑史   | 2014年1月 日経BP社【上・下】 |
| 第2回（2014年8月）   | 特別賞 | 高橋英樹のおもしろ日本史 | 高橋英樹   | 2014年7月 ベストセラーズ     |
| 第3回（2015年9月）   | 文学賞 | 私の愛したサムライの娘   | 鳴神響一   | 2014年10月 角川春樹事務所    |
| 第4回（2016年9月）   | 文学賞 | 闘鬼 斎藤一              | 吉川永青   | 2015年4月 NHK出版            |
| 第5回（2017年9月）   | 文学賞 | 吼えよ 江戸象            | 熊谷敬太郎 | 2016年2月 NHK出版            |
| 第6回（2018年7月）   | 文学賞 | 龍が哭く                 | 秋山香乃   | 2017年5月 PHP研究所          |
| 第7回（2019年7月）   | 文学賞 | 絵金、闇を塗る           | 木下昌輝   | 2018年7月 集英社             |
| 第8回（2020年7月）   | 文学賞 | 八本目の槍               | 今村翔吾   | 2019年7月 新潮社             |
| 第9回（2021年10月）  | 文学賞 | 高瀬庄左衛門御留書       | 砂原浩太朗 | 2021年1月 講談社             |
| 第10回（2022年10月） | 文学賞 | おんなの女房             | 蝉谷めぐ実 | 2022年1月 KADOKAWA           |